# 奥利弗·克劳福德
奥利弗·克劳福德（英語：Oliver Crawford，1999年4月30日—），英国男子网球运动员。克劳福德曾代表佛罗里达大学参加大学网球比赛。

## 早年生活
克劳福德的父母来自英国伯明翰，在他出生前移居美国南卡罗来纳州的斯帕坦堡工作。他两岁时开始打网球，而他的父母此前并没有网球背景。他毕业于位于加州的在线高中劳伦斯普林学校，并曾就读于佛罗里达大学。他曾被评为东南联盟（SEC）年度最佳新生，并在2020年转为职业选手前，两次入选SEC第一阵容，三次入选全美校际网球协会（ITA）全美最佳阵容。
尽管在他父母于1999年离开英国后出生于南卡罗来纳州，他的许多大家庭成员仍居住在萨顿科尔菲尔德和伦敦。克劳福德于2024年1月开始代表英国参赛。

## 职业生涯
作为一名前青少年世界排名第九的球员，克劳福德于2018年10月在得克萨斯州哈灵根举行的总奖金2.5万美元的USTA职业巡回赛中赢得了他的首个成年组冠军。
2021年3月，克劳福德在印度浦那举行的M15级别赛事决赛中，以6-3、6-0击败美国选手扎内·可汗，赢得了他在ITF男子世界网球巡回赛上的第三个冠军。
在他代表英国参加的首项赛事——2024年澳网资格赛中，他在首轮击败了伊利亚·伊瓦什卡。随后他在第二轮战胜了弗朗切斯科·帕萨罗。他在资格赛最后一轮负于维特·科普日瓦。他于2024年1月21日在印度博帕尔举行的2.5万美元级别ITF男子网球赛中闯入决赛，但因背伤不得不在决赛中退赛，对手博格丹·博布罗夫直接获胜。
他在2024年温布尔登锦标赛上与凯尔·埃德蒙搭档，完成了他的大满贯双打首秀，但在首轮直落两盘负于萨迪奥·敦比亚和法比安·勒布尔。
克劳福德获得外卡，得以在2025年温布尔登锦标赛上首次亮相大满贯赛事单打正赛，但在首轮负于马蒂亚·贝卢奇。

## ATP挑战赛决赛

### 单打: 1 (0胜1负)
| 图例               |
| ------------------ |
| ATP挑战赛 (0胜1负) |

| 结果 | 胜–负 | 日期       | 赛事名称                        | 级别   | 场地 | 对手              | 比分               |
| ---- | ----- | ---------- | ------------------------------- | ------ | ---- | ----------------- | ------------------ |
| 负   | 0–1   | 2023年10月 | 查尔斯顿LTP男子网球公开赛, 美国 | 挑战赛 | 硬地 | 阿卜杜拉·谢尔巴耶 | 2–6, 7–6(7–5), 3–6 |